# Douglas DC-2
El Douglas DC-2 fue un avión comercial y de transporte militar bimotor de ala baja fabricado por la compañía estadounidense Douglas Aircraft Company durante los años 30, y que tenía como principal competidor al Boeing 247. Su diseño consistía en una evolución del prototipo Douglas DC-1, y poco después, partiendo del modelo DC-2 la compañía desarrolló en 1935 una versión de mayor tamaño, denominada Douglas DC-3, que es considerado uno de los aviones más importantes de la historia de la aviación. También sirvió de base para el bombardero ligero Douglas B-18 Bolo y para el proyecto de bombardero Douglas XB-22, si bien este último nunca llegó a construirse en serie.

## Diseño y desarrollo
En los primeros años de la década de 1930, los temores sobre la seguridad de la estructura de los aviones realizados con madera, después de un accidente de un Fokker F.10 de la TWA en 1931 (Vuelo 599 de TWA), obligaron a la industria de la aviación estadounidense a desarrollar aviones fabricados con la estructura alar metálica.
Cuando TWA se vio en la necesidad de sustituir a los Fokker F.10, se encontró con que estaba detrás de United Airlines en la lista de espera de los Boeing 247, lo que motivó a la compañía a realizar una petición de un avión similar a la industria aérea estadounidense, pidiendo además de la estructura alar metálica, que el tren de aterrizaje fuera retráctil, capaz de volar aunque uno de sus motores fallase, y con una capacidad de al menos 12 pasajeros.
La compañía Douglas Aircraft Company respondió a la propuesta con un modelo que contaba con una estructura alar más robusta, el tren de aterrizaje retráctil, dos motores radiales Wright, y con una capacidad para 12 pasajeros sentados. El primer prototipo recibió la denominación Douglas DC-1, y realizó su primer vuelo el 1 de julio de 1933.
La TWA aceptó el diseño y realizó un pedido de 20 unidades en agosto de 1933, con motores más potentes y con capacidad para 14 pasajeros, pasando a denominarse el modelo Douglas DC-2. El diseño causó una gran impresión a muchas compañías aéreas estadounidenses y europeas, las cuales realizaron pedidos del modelo, siendo los destinados a aerolíneas europeas ensamblados y vendidos en exclusiva por la firma Fokker. Durante los años que el DC-2 estuvo en producción, se construyeron 156 unidades.

## Historia operacional

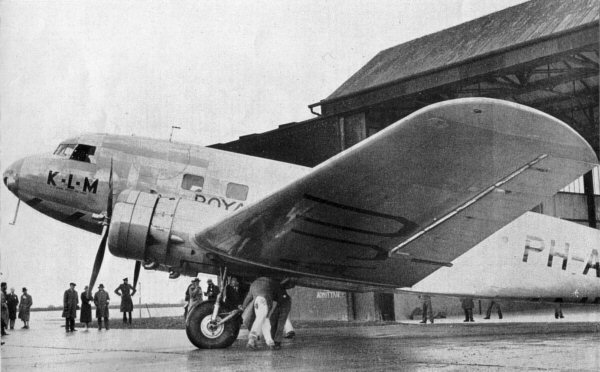
Douglas DC-2 matriculado PH-AJU, perteneciente a la compañía neerlandesa KLM, que participó en la Competición Aérea MacRobertson en 1934.

Aunque el modelo fue ensombrecido por su sucesor el Douglas DC-3, el DC-2 pudo demostrar por primera vez que el transporte aéreo de pasajeros podía ser cómodo, seguro y fiable. Para mostrar esto, la compañía neerlandesa empleó su primer DC-2 (matriculado PH-AJU y bautizado «Uiver», "cigüeña" en neerlandés) en la MacRobertson Air Race (Competición Aérea MacRobertson) que se disputó en octubre de 1934, y que se desarrollaba entre las ciudades de Londres (Reino Unido) y Melbourne (Australia). De los veinte participantes, el DC-2 terminó segundo, únicamente por detrás de un De Havilland DH.88 Comet, y ganando en la categoría de aviones de transporte, por delante de su competidor directo, el Boeing 247. Durante las 90 horas y 13 minutos que duró la competición, el modelo se mantuvo en el aire durante 81 horas y 10 minutos.

## Variantes

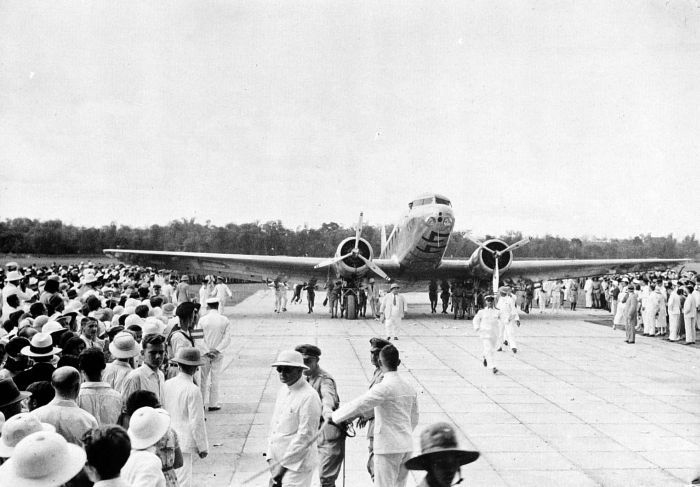
Douglas DC-2 de la KLM con matrícula PH-AJU a su llegada a la isla de Java.

### Civiles
DC-2A
Tres DC-2 civiles equipados con motores radiales Pratt & Whitney R-1690.
DC-2B
Dos DC-2 civiles vendidos a la compañía polaca LOT Polish Airlines, equipados con motores radiales Bristol Pegasus VI.

### Militares
Se construyeron diversas modificaciones del Douglas DC-2 para el Cuerpo Aéreo del Ejército de los Estados Unidos, donde sirvieron con distintas denominaciones:
XC-32
Versión de transporte con 16 asientos, que después se convirtió en puesto de mando aéreo. Una única unidad construida.
C-32A
Designación que recibieron 24 DC-2 comerciales al principio de la Segunda Guerra Mundial.
C-33
Versión de carga, equipada con una compuerta en la zona de popa del fuselaje. 18 unidades construidas.
YC-34
Avión de transporte VIP similar al XC-32, que tiempo después sería redesignado C-34. Dos unidades construidas.
C-38
El primer C-33 fue modificado con una sección de cola similar a la del Douglas DC-3, y con dos motores radiales Wright R-1820-45 que proporcionaban 694 kW (930 hp) cada uno. Originalmente fue denominado C-33A, pero después fue redesignado como el prototipo de la variante C-39. Una única unidad construida.
C-39
Versión que mezclaba componentes del DC-2 y DC-3. Equipado con dos motores radiales Wright R-1820-55 que proporcionaban 727 kW (975 hp) cada uno. 35 unidades construidas.
C-41 y C-41A
Avión de transporte VIP equipado con dos motores radiales Pratt & Whitney R-1830-21, que proporcionaban 895 kW (1200 hp) cada uno. Se construyó una unidad de cada variante. El C-41 fue el avión del general de división Henry H. Arnold, jefe del Estado Mayor del USAAC entre 1938 y 1945, y el C-41A lo empleaba el Secretario de Guerra de los Estados Unidos.
C-42
Avión de transporte VIP, equipado con dos motores radiales Wright R-1820-53, que proporcionaban 895 kW (1200 hp) cada uno. Se construyó una unidad en 1939 para el general en jefe del cuartel general de la fuerza aérea, y dos unidades similares provenientes de una conversión de C-39 en 1943.
R2D
Un avión de transporte para la Armada de los Estados Unidos.
R2D-1
Cinco aviones de transporte para la Armada estadounidense y el Cuerpo de Marines de los Estados Unidos.
Nakajima AT-2/Ki-34
Versión japonesa del DC-2, fabricada bajo licencia.

## Operadores

### Civiles
Alemania
- Deutsche Luft Hansa

 República de China
- CNAC

 Checoslovaquia
- ČSA

 España

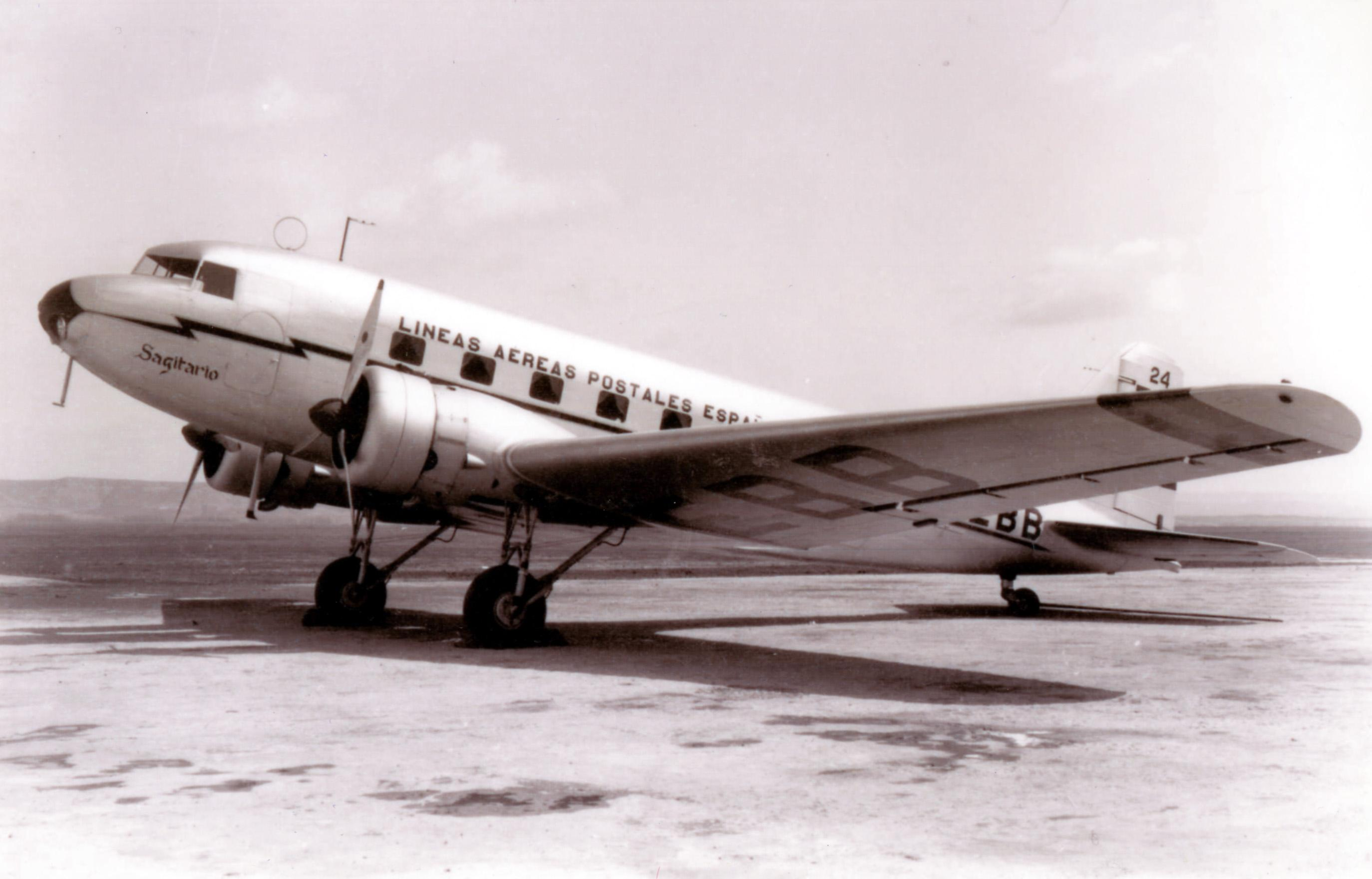
Douglas DC-2 "Sagitario" de Líneas Aéreas Postales Españolas LAPE

- Líneas Aéreas Postales Españolas (LAPE) Cinco unidades adquiridas entre 1935-1936[12]
- Iberia Líneas Aéreas de España Cuatro procedentes de LAPE

 Estados Unidos
- American Airlines: empleó sus DC-2 en la ruta Nueva York-Los Ángeles.
- Eastern Airlines: recibió 14 unidades que empleó en las rutas de la costa este estadounidense.
- Pan Am: recibió 16 unidades que empleó en las rutas caribeñas y sudamericanas.
- Trans World Airlines (TWA)

 Finlandia
- Aero O/Y

 Japón
- Japan Air Transport

 Manchukuo
- Manchuria Aviation Company

 México
- Mexicana

 Países Bajos
- KLM: realizó un pedido de 18 unidades.

 Polonia
- LOT Polish Airlines: operó 3 DC-2B entre 1935 y 1939.

 Suiza
- Swissair

 Uruguay
- PLUNA: operó 2 DC-2 adquiridos a la compañía Panair do Brasil.

 Venezuela
- Avensa:

### Militares
Alemania
- Luftwaffe

 Australia
- Real Fuerza Aérea Australiana: tuvo en servicio 10 unidades entre 1940 y 1946.

 España
- Aviación Nacional Un ejemplar de LAPE capturado

 Estados Unidos
- Cuerpo Aéreo del Ejército de los Estados Unidos
- Fuerzas Aéreas del Ejército de los Estados Unidos
- Cuerpo de Marines de los Estados Unidos
- Armada de los Estados Unidos

 Finlandia
- Fuerza Aérea Finlandesa

 Japón
- Servicio Aéreo de la Armada Imperial: operó una unidad.[13]

 Reino Unido
- Royal Air Force

## Especificaciones

### Características generales
- Tripulación: 2-3
- Capacidad: 14 pasajeros
- Carga: 1710 kg
- Longitud: 19,1 m (62,7 ft)
- Envergadura: 25,9 m (85 ft)
- Altura: 4,8 m (15,7 ft)
- Superficie alar: 87,3 m² (939,7 ft²)
- Peso vacío: 5650 kg (12 452,6 lb)
- Peso cargado: 8420 kg (18 557,7 lb)
- Planta motriz: 2× motor radial de 9 cilindros refrigerado por aire Wright R-1820-F53 Cyclone.
  - Potencia: 574 kW (791 HP; 781 CV) cada uno.

### Rendimiento
- Velocidad máxima operativa (Vno): 338 km/h (210 MPH; 183 kt)
- Radio de acción: 1750 m (5741 ft)
- Techo de vuelo: 6930 m (22 736 ft)
- Régimen de ascenso: 5,2 m/s (1016 ft/min)

## Aeronaves relacionadas

### Desarrollos relacionados
- Douglas DC-1
- Douglas DC-3
- Douglas B-18 Bolo
- Douglas XB-22

### Aeronaves similares
- Breguet 470 Vultur
- Bloch MB.220
- Boeing 247
- Fiat G.18
- Lockheed L-10 Electra

### Secuencias de designación
- Aviones comerciales de Douglas Aircraft Company: Dolphin - DC-1 - DC-2 - DC-3 - DC-4 - DC-4E - DC-5 - DC-6 - DC-7 - DC-8 - DC-9 - DC-10
- Secuencia C-_ (Aviones de Carga del USAAC/USAAF/USAF, 1924-1962): ← C-29 - C-30 - C-31 - C-32 - C-33 - C-34 - C-35 - C-36 - C-37 - C-38 - C-39 - C-40 - C-41/A - C-42 - C-43 - C-44 - C-45 →
- Secuencia R_D (Aviones de Transporte de la Armada estadounidense, 1931-1962 (Douglas, 1922-1962)): RD - R2D - R3D - R4D - R5D →
- Secuencia Numérica (Aeronaves del Ejército del Aire español, 1939-1945): ← 40 - 41 - 42 (I) - 42 (II) - 42 (III) - 42 (IV) - 43 (I) →